# Halowe Mistrzostwa Świata w Lekkoatletyce 2001 – bieg na 1500 m mężczyzn
Bieg na 1500 m mężczyzn – jedna z konkurencji rozgrywanych podczas halowych mistrzostw świata w lekkoatletyce w 2001. Eliminacje odbyły się 9 marca, a finał został rozegrany 10 marca.
Do eliminacji zgłoszonych zostało 29 zawodników z 23 państw.
Zawody w tej konkurencji wygrał reprezentant Portugalii Rui Silva. Drugą pozycję zajął zawodnik z Hiszpanii Reyes Estévez, trzecią zaś reprezentujący Kenię Noah Ngeny.

## Wyniki

### Eliminacje
Źródło: 
Bieg 1
| Miejsce | Zawodnik          | Państwo           | Wynik   | Uwagi |
| ------- | ----------------- | ----------------- | ------- | ----- |
| 1.      | Reyes Estévez     | Hiszpania         | 3:37,93 |       |
| 2.      | Noah Ngeny        | Kenia             | 3:38,22 |       |
| 3.      | Hailu Mekonnen    | Etiopia           | 3:38,41 |       |
| 4.      | Julius Achon      | Uganda            | 3:39,14 |       |
| 5.      | Jason Lunn        | Stany Zjednoczone | 3:40,42 | PB    |
| 6.      | Luís Feiteira     | Portugalia        | 3:40,68 | SB    |
| 7.      | Peter Philipp     | Szwajcaria        | 3:40,93 |       |
| 8.      | Hudson de Souza   | Brazylia          | 3:43,14 |       |
| –       | Alexis Sharangabo | Rwanda            | DNS     |       |

Bieg 2
| Miejsce | Zawodnik          | Państwo           | Wynik   | Uwagi |
| ------- | ----------------- | ----------------- | ------- | ----- |
| 1.      | Laban Rotich      | Kenia             | 3:47,00 |       |
| 2.      | Seneca Lassiter   | Stany Zjednoczone | 3:47,06 |       |
| 3.      | Kevin Sullivan    | Kanada            | 3:47,19 |       |
| 4.      | Daniel Zegeye     | Etiopia           | 3:47,94 |       |
| 5.      | Kamal Boulahfane  | Algieria          | 3:48,59 |       |
| 6.      | Aléxis Abraham    | Francja           | 3:49,21 |       |
| 7.      | Youssef Baba      | Maroko            | 3:49,46 |       |
| 8.      | Jürgen Vandewiele | Belgia            | 3:53,42 |       |
| 9.      | Saad Jalal Uddin  | Pakistan          | 4:03,43 |       |
| 10.     | Youssouf Diallo   | Mali              | 4:06,70 |       |

Bieg 3
| Miejsce | Zawodnik            | Państwo             | Wynik   | Uwagi |
| ------- | ------------------- | ------------------- | ------- | ----- |
| 1.      | Rui Silva           | Portugalia          | 3:37,79 |       |
| 2.      | Adil Kaouch         | Maroko              | 3:37,90 | PB    |
| 3.      | Juan Carlos Higuero | Hiszpania           | 3:39,21 | PB    |
| 4.      | Wiaczesław Szabunin | Rosja               | 3:39,40 |       |
| 5.      | Branko Zorko        | Chorwacja           | 3:39,55 | SB    |
| 6.      | Marko Koers         | Holandia            | 3:43,17 |       |
| 7.      | Darko Radomirović   | Serbia i Czarnogóra | 3:46,36 |       |
| 8.      | Clyde Colenso       | Południowa Afryka   | 3:48,07 |       |
| 9.      | Furtenato Yaccob    | Erytrea             | 3:56,31 |       |
| 10.     | Ismail Ahmed Ismail | Sudan               | 4:02,79 |       |

### Finał
Źródło: 
| Miejsce | Zawodnik            | Państwo           | Wynik   | Uwagi |
| ------- | ------------------- | ----------------- | ------- | ----- |
| 01 !    | Rui Silva           | Portugalia        | 3:51,06 |       |
| 02 !    | Reyes Estévez       | Hiszpania         | 3:51,25 |       |
| 03 !    | Noah Ngeny          | Kenia             | 3:51,63 |       |
| 4.      | Laban Rotich        | Kenia             | 3:51,71 |       |
| 5.      | Adil Kaouch         | Maroko            | 3:51,91 |       |
| 6.      | Seneca Lassiter     | Stany Zjednoczone | 3:52,39 |       |
| 7.      | Hailu Mekonnen      | Etiopia           | 3:52,72 |       |
| 8.      | Julius Achon        | Uganda            | 3:53,03 |       |
| 9.      | Juan Carlos Higuero | Hiszpania         | 3:56,71 |       |